# 친절한 선주씨
《친절한 선주씨》는 2024년 11월 18일부터 2025년 6월 2일까지 방영된 MBC 일일 드라마이다.

## 기획 의도
잘못된 결혼을 때려 부수고 새롭게 시작하려는 '새' 집을 짓는 여자 선주 씨의 인생 리모델링 휴먼 드라마

## 제작진

### 제작사
- 주식회사 MBC C&I

### 제작
- 이형선

### 극본
- 서정 : MBC 일일 드라마 《찬란한 내 인생》(집필) 집필

### 연출
- 김흥동 : MBC TV 《박상원의 아름다운 TV 얼굴》(조연출), MBC TV 《신비한TV 서프라이즈》(조연출), MBC TV 《추리다큐 별순검》(공동연출), OCN 《과거를 묻지 마세요》(연출)
- 강태흠 : MBC 일일 드라마 《마녀의 게임》(공동 연출), MBC 일일 드라마 《세 번째 결혼》(공동 연출) 연출

## 등장 인물
- (†) 표시는 드라마 상에서 최종적으로 사망한 인물이다.

### 주요 인물
- 심이영[2] : 피선주/진선주 역 - 이 드라마의 메인 여자 주인공. 이혼녀, 인테리어 디자이너. 중배와 죽은 설희의 친딸. 미주의 언니. 만은의 둘째딸. 상아의 고등학교 동창. 남진의 전처. 지현의 어머니. 소우의 아내.
- 송창의 : 김소우 역 - 이 드라마의 메인 남자 주인공. 이혼, 건축가. 선주의 연인. 선주가 다니게 되는 <진건축>의 팀장. 상아의 전남편. 태리의 아버지. 추아의 전 형부. 선주의 남편.
- 최정윤 : 진상아/동상아 역 - 이 드라마의 서브 여자 주인공이자 메인 빌런. 인테리어 디자이너, 선주의 남편을 빼앗는 고등학교 동창. 심순애의 딸 소우의 전처. 남진의 아내. 태리의 의붓어머니. 선주의 라이벌. 추아의 언니. 우상(동수)의 첫째여동생. 수감자.
- 정영섭[3] : 전남진 역 - 이 드라마의 서브 남자 주인공이자 메인 빌런. 건축설계사, 지적인 싸가지. 선주의 전남편. 상아의 남편. 지현의 아버지. 수감자.

### 피선주 주변인물
- 이효춘 : 한만은 역 (젊은시절 : 정소영) - 소박녀, 미용사. 진주&선주&미주의 어머니. 남진의 전 장모. 동원과 지현의 외할머니.

- 김로사 : 피진주/정혜상 역 - 과부, 전업주부 경단녀. 오혜란의 친딸. 선주와 미주의 언니. 만은의 첫째 딸. 지현의 이모. 동원의 어머니. 남진의 전 처형.

- 천예주 : 피미주 역 - 코디네이터, 진주와 선주의 여동생. 만은의 막내딸. 남진의 전 처제. 지현과 동원의 이모. 우상의 아내

### 진상아 주변인물
- 김혜정 : 심순애 역 - 이 드라마의 만악의 근원. 뷰티 샵 <그레이스 청담> 원장 / 진중배의 아내, 과거 젊은 시절 한만은과 같은 미용실에서 근무한 동료. 만은의 대척점. 상아와 추아의 어머니. 소우의 전 장모. 남진의 장모. 태리의 외할머니. 정우상/동수의 친모

- 김명수 : 진중배 역 - 심순애의 남편 / 건축설계회사 <진건축> 대표, 심순애가 선택한 재력가. (Jin architecture & Designer 대표). 선주의 친부, 상아와 추아의 아버지. 죽은 설희의 남편. 소우의 전 장인. 남진의 장인. 태리의 외할아버지.

- 임사랑 : 진추아 역 - 진중배와 심순애 사이의 친딸, 미배우. 선주의 이복자매. 상아 이부여동생. 소우의 전 처제. 남진의 처제, 태리의 이모.지현의 이모.우상(동수)의 작은 여동생.

### 주변 인물
- 강우연 : 정우상/동수 역 - 배우, 미주의 남편. 세상 무서운 거 없어 보이는 스타. 혜란의 작은아들. 심순애와 동거남의 친아들. 상아와 추아의 오빠.
- 김준현 : 정태상 역 - 예능피디, 진주의 남자. 진주가 첫사랑인 진주의 고등학교 동창. 혜란의 큰아들
- 이채경 : 오혜란 역 - 배우, 태상과 우상의 어머니. 피진주(혜상)의 친모
- 양혜진 : 왕연애 역 - 남진의 어머니. 선주의 전 시어머니. 지현의 친할머니.
- 김민채 : 전지현 역 - 유치원생. 남진과 선주의 딸. 진주와 미주의 조카. 만은의 외손녀. 연애의 친손녀.
- 양우혁 : 김태리 역 - 유치원생, 소우와 상아의 입양아. 중배와 순애의 손자. 추아의 조카.

- 강지용 : 강동원 역 - 진주의 외아들, 중학생. 선주와 미주의 조카. 만은의 외손자.
- 서성광 : 고대리 역 - 주식회사 진건축 사원
- 정우혁 : 정우상,피미주가 촬영하고 있는 드라마의 PD
- 이상희 : 진주가 일하고 있는 공인중개사 사장.
- 명지연 : 배나라 역 - 태상이 일하는 방송국 작가.

### 기타 인물
- 이재형 : 피선주의 맞선남 역

- 권오진 : 동거남† 역, 진상아, 정우상(동수)의 친부

- 김현주 : 미즈에 역 - 소우의 생모

- 박충선 : 피수일 역 - 한만은의 남편이자, 피진주-피미주의 아버지.

- 미상 : 의뢰인 손녀 역

- 미상 : 탐정 역

- 미상 : 투자자 역

- 미상 : 의사 역

- 조기태 : 진상아로부터 도피자금을 건네받은 남자.

### 특별 출연
- 미상 : 사장 역

- 미상 : 상아의 지인 역

- 랄랄 : 이유라 역 - 소우의 맞선녀
- 황병국

## 시청률
최저 시청률과 최고 시청률은 시청률 조사회사와 지역별로 시청률에 차이가 있을 수 있습니다.
| 제1회   | 11월 18일 | 4.8% |
| 제2회   | 11월 19일 | 5.1% |
| 제3회   | 11월 20일 | 4.8% |
| 제4회   | 11월 21일 | 5.1% |
| 제5회   | 11월 22일 | 4.5% |
| 제6회   | 11월 25일 | 4.9% |
| 제7회   | 11월 26일 | 5.2% |
| 제8회   | 11월 27일 | 4.5% |
| 제9회   | 11월 28일 | 4.8% |
| 제10회  | 11월 29일 | 4.5% |
| 제11회  | 12월 2일  | 5.5% |
| 제12회  | 12월 3일  | 4.5% |
| 제13회  | 12월 5일  | 4.1% |
| 제14회  | 12월 9일  | 3.8% |
| 제15회  | 12월 16일 | 4.3% |
| 제16회  | 12월 17일 | 4.4% |
| 제17회  | 12월 18일 | 4.3% |
| 제18회  | 12월 19일 | 4.4% |
| 제19회  | 12월 20일 | 4.4% |
| 제20회  | 12월 23일 | 4.5% |
| 제21회  | 12월 24일 | 3.9% |
| 제22회  | 12월 25일 | 4.3% |
| 제23회  | 12월 26일 | 4.6% |
| 제24회  | 12월 30일 | 4.5% |
| 제25회  | 12월 31일 | 4.4% |
| 2025년  |           |      |
| 제26회  | 1월 1일   | 5.0% |
| 제27회  | 1월 2일   | 5.4% |
| 제28회  | 1월 3일   | 5.4% |
| 제29회  | 1월 6일   | 5.4% |
| 제30회  | 1월 7일   | 5.3% |
| 제31회  | 1월 8일   | 6.5% |
| 제32회  | 1월 9일   | 5.8% |
| 제33회  | 1월 10일  | 5.8% |
| 제34회  | 1월 13일  | 5.8% |
| 제35회  | 1월 14일  | 5.8% |
| 제36회  | 1월 16일  | 6.3% |
| 제37회  | 1월 17일  | 6.0% |
| 제38회  | 1월 20일  | 5.9% |
| 제39회  | 1월 21일  | 6.0% |
| 제40회  | 1월 22일  | 6.0% |
| 제41회  | 1월 23일  | 6.3% |
| 제42회  | 1월 24일  | 5.8% |
| 제43회  | 1월 30일  | 5.2% |
| 제44회  | 1월 31일  | 6.1% |
| 제45회  | 2월 3일   | 6.2% |
| 제46회  | 2월 4일   | 6.1% |
| 제47회  | 2월 5일   | 6.5% |
| 제48회  | 2월 6일   | 6.2% |
| 제49회  | 2월 7일   | 5.9% |
| 제50회  | 2월 10일  | 6.4% |
| 제51회  | 2월 11일  | 5.7% |
| 제52회  | 2월 12일  | 5.6% |
| 제53회  | 2월 13일  | 5.8% |
| 제54회  | 2월 14일  | 5.5% |
| 제55회  | 2월 17일  | 5.9% |
| 제56회  | 2월 18일  | 5.6% |
| 제57회  | 2월 19일  | 5.4% |
| 제58회  | 2월 20일  | 5.7% |
| 제59회  | 2월 21일  | 5.8% |
| 제60회  | 2월 24일  | 6.0% |
| 제61회  | 2월 25일  | 6.4% |
| 제62회  | 2월 27일  | 6.0% |
| 제63회  | 2월 28일  | 5.9% |
| 제64회  | 3월 3일   | 5.8% |
| 제65회  | 3월 4일   | 6.2% |
| 제66회  | 3월 5일   | 5.8% |
| 제67회  | 3월 6일   | 5.9% |
| 제68회  | 3월 7일   | 5.0% |
| 제69회  | 3월 10일  | 5.7% |
| 제70회  | 3월 11일  | 6.2% |
| 제71회  | 3월 12일  | 6.4% |
| 제72회  | 3월 13일  | 5.8% |
| 제73회  | 3월 14일  | 5.4% |
| 제74회  | 3월 17일  | 5.9% |
| 제75회  | 3월 18일  | 6.2% |
| 제76회  | 3월 19일  | 6.2% |
| 제77회  | 3월 20일  | 5.9% |
| 제78회  | 3월 21일  | 5.7% |
| 제79회  | 3월 24일  | 5.7% |
| 제80회  | 3월 25일  | 5.8% |
| 제81회  | 3월 26일  | 5.7% |
| 제82회  | 3월 27일  | 6.5% |
| 제83회  | 3월 28일  | 5.7% |
| 제84회  | 3월 31일  | 5.6% |
| 제85회  | 4월 1일   | 5.9% |
| 제86회  | 4월 2일   | 6.1% |
| 제87회  | 4월 3일   | 6.0% |
| 제88회  | 4월 7일   | 5.9% |
| 제89회  | 4월 8일   | 5.7% |
| 제90회  | 4월 9일   | 5.9% |
| 제91회  | 4월 10일  | 5.9% |
| 제92회  | 4월 11일  | 5.6% |
| 제93회  | 4월 14일  | 6.3% |
| 제94회  | 4월 15일  | 6.0% |
| 제95회  | 4월 16일  | 5.8% |
| 제96회  | 4월 17일  | 5.9% |
| 제97회  | 4월 18일  | 4.7% |
| 제98회  | 4월 21일  | 5.6% |
| 제99회  | 4월 22일  | 6.3% |
| 제100회 | 4월 23일  | 5.6% |
| 제101회 | 4월 24일  | 6.2% |
| 제102회 | 4월 25일  | 5.4% |
| 제103회 | 4월 28일  | 5.8% |
| 제104회 | 4월 29일  | 5.5% |
| 제105회 | 4월 30일  | 5.3% |
| 제106회 | 5월 1일   | 6.2% |
| 제107회 | 5월 2일   | 5.2% |
| 제108회 | 5월 5일   | 5.2% |
| 제109회 | 5월 6일   | 6.2% |
| 제110회 | 5월 7일   | 5.7% |
| 제111회 | 5월 8일   | 5.7% |
| 제112회 | 5월 9일   | 6.3% |
| 제113회 | 5월 12일  | 5.6% |
| 제114회 | 5월 13일  | 5.4% |
| 제115회 | 5월 14일  | 5.9% |
| 제116회 | 5월 15일  | 5.7% |
| 제117회 | 5월 16일  | 6.0% |
| 제118회 | 5월 19일  | 6.0% |
| 제119회 | 5월 20일  | 6.2% |
| 제120회 | 5월 21일  | 5.9% |
| 제121회 | 5월 22일  | 5.8% |
| 제122회 | 5월 26일  | 5.3% |
| 제123회 | 5월 27일  | 6.3% |
| 제124회 | 5월 28일  | 6.4% |
| 제125회 | 5월 29일  | 6.1% |
| 제126회 | 5월 30일  | 6.1% |

## OST
- 2024년 12월 9일 : Part 1. 아리 - 내가 있잖아
- 2024년 12월 25일 : Part 2. 손태진 - 그대를 안아줄게요
- 2024년 12월 30일 : Part 3. 조정민 - 내 입술이
- 2025년 1월 13일 : Part 4. 해이 - Stay Here
- 2025년 1월 22일 : Part 5. 김연대 - 모든 날들
- 2025년 2월 4일 : Part 6. Se!n - 나의 끝
- 2025년 2월 18일 : Part 7. 허찬미 - 니가 정말 좋아
- 2025년 2월 25일 : Part 8. 소현 - 간직할게
- 2025년 3월 4일 : Part 9. 예인 - 그리움만 남겨져 가
- 2025년 3월 13일 : Part 10. 변진섭 - 여정의 길
- 2025년 3월 19일 : Part 11. 다교 - 하나의 사랑
- 2025년 3월 25일 : Part 12. 류지광 - 바람 부는 길
- 2025년 4월 4일 : Part 13. 윤지훈 - 기다리죠
- 2025년 4월 11일 : Part 14. 김경민 - 언제나 너와 함께할 테니
- 2025년 4월 17일 : Part 15. 승채린 - 봄이 오나 봐/하루 - 이 밤이 특별하니까
- 2025년 4월 24일 : Part 16. 전영록, Hyoni, 도깨비 - 지금도 창밖엔 비가 내려요/Fall In Love With You
- 2025년 5월 1일 : Part 17. 고니아, 리비안, BOM - 그대 떠나도/언제나 행복해
- 2025년 5월 8일 : Part 18. 변진섭, 향기 - 미안해/자꾸만
- 2025년 5월 16일 : Part 19. 새벽세시, 하나루미 - Say Goodbye/햇살처럼
- 2025년 6월 5일 : Part.20. 연경이 - 세월

## 편성 변경, 결방, 연장
- 2024년 12월 4일 : 《특집 MBC 뉴스데스크》 편성으로 인한 결방.
- 2024년 12월 6일 : 《특집 MBC 뉴스데스크》 편성으로 인한 결방.
- 2024년 12월 9일 : 《특집 MBC 뉴스데스크》 편성으로 인하여 기존 시간에서 10분 앞당겨진 6시 55분으로 편성 변경. (14회)
- 2024년 12월 10일 ~ 2024년 12월 13일 : 《특집 MBC 뉴스데스크》 편성으로 인한 결방.
- 2024년 12월 27일 : 《특집 MBC 뉴스데스크》 편성으로 인한 결방.
- 2025년 1월 15일 : 《특집 MBC 뉴스데스크》 편성으로 인한 결방.
- 2025년 1월 27일 : 《설에도 나 혼자 산다》 편성으로 인한 결방.
- 2025년 1월 28일 : 《설특집 시골마을 이장우》 편성으로 인한 결방.
- 2025년 1월 29일 : 《2024 MBC 가요대제전》 편성으로 인한 결방.
- 2025년 2월 26일 : 2025 AFC U-20 아시안컵 중국 준결승 대한민국 VS 사우디아라비아 중계방송 관계로 결방.
- 2025년 4월 4일 : 《특집 MBC 뉴스데스크》 편성으로 인한 결방.
- 2025년 5월 14일 : 친절한 선주씨 방영 분량이 120부작에서 6회 연장되어 126부작으로 변경 및 확정되었다.
- 2025년 5월 23일 : 《MBC 뉴스데스크》 편성으로 인한 결방.
- 2025년 5월 27일 : 《MBC 뉴스데스크》 편성으로 인한 결방.

## 참고 사항
- 김현주, 김흥동 PD, 서성광, 명지연, 이효춘은 MBC 아침 드라마 《좋은사람》 이후 9년 만에 다시 한번 더 재회하게 된 계기가 되었다.
- 서성광, 정우혁, 장유, 김흥동 PD는 MBC 일일 드라마 《모두 다 쿵따리》 이후 6년 만에 다시 만나 합류했다.
- 이효춘, 김흥동 PD는 MBC 아침 드라마 《사랑했나봐》, MBC 아침 드라마 《모두 다 김치》, MBC 아침 드라마 《좋은사람》 이후 네 번째로 재회해 합류했다.
- 심이영, 양혜진, 서정 작가는 MBC 일일 드라마 《찬란한 내 인생》 이후 4년 만에 재회해 합류했다.
- 제목은 영화 〈친절한 금자씨〉를 오마주한 것으로 보인다.
- 작가의 전작 〈찬란한 내 인생〉에서 메인 악녀의 이름이 상아인데, 공교롭게도 본작 메인 악녀의 이름이 상아다. 단, 성은 각각 고씨와 진씨로 서로 다르다.
- 아역 등장인물들의 이름이 전지현, 김태리, 강동원 등으로 모두 연예인들의 이름과 동일하다.